# Euscheloribates samsinaki
Euscheloribates samsinaki är en kvalsterart som beskrevs av Kunst 1958. Euscheloribates samsinaki ingår i släktet Euscheloribates och familjen Scheloribatidae. Inga underarter finns listade i Catalogue of Life.